# Kenneth Braaten
Kenneth Braaten (Rana, 24 settembre 1974) è un ex combinatista nordico norvegese.

## Biografia
Originario di Mo i Rana e vincitore di medaglie olimpiche e mondiali, Kenneth Braaten esordisce in Coppa del Mondo il 13 gennaio 1998 a Ramsau, in Austria, vincendo una gara sprint. Nello stesso anno partecipa ai XVIII Giochi olimpici invernali di Nagano 1998, in Giappone, vincendo l'oro nella gara a squadre. Nel 1999 ai Mondiali di Ramsau, sempre nella gara a squadre, ottiene l'argento.
Ai Mondiali di due anni a Lahti, in Finlandia, ritorna sul gradino più alto del podio, ancora una volta nella gara a squadre K90/staffetta 4x5 km. Conclude l'attività agonistica il 3 marzo 2005 giungendo 34º al termine di una Gundersen tenutasi nella medesima località finlandese.

## Palmarès

### Olimpiadi
- 1 medaglia:
  - 1 oro (gara a squadre a Nagano 1998)

### Mondiali
- 2 medaglie:
  - 1 oro (gara a squadre a Lahti 2001)
  - 1 argento (gara a squadre a Ramsau 1999)

### Coppa del Mondo
- Miglior piazzamento in classifica generale: 6º nel 1999
- 8 podi (6 individuali, 2 a squadre):
  - 1 vittoria (individuale)
  - 4 secondi posti (individuali)
  - 3 terzi posti (1 individuale, 2 a squadre)

#### Coppa del Mondo - vittorie
| Data            | Località            | Nazione | Trampolino                 | Spec.        |
| --------------- | ------------------- | ------- | -------------------------- | ------------ |
| 13 gennaio 1998 | Ramsau am Dachstein | Austria | W90-Mattensprunganlage K90 | SP NH/7,5 km |

Legenda:

SP = sprint

NH = trampolino normale